# Saddil Ramdani
Saddil Ramdani (sinh ngày 2 tháng 1 năm 1999) là một cầu thủ bóng đá người Indonesia hiện tại thi đấu cho Sabah ở vị trí tiền vệ chạy cánh ở Malaysia Super League.

## Sự nghiệp

### Persela Lamongan
Tại Indonesia Soccer Championship A 2016, Saddil gia nhập Persela Lamongan, và anh có bàn thắng đầu tiên cho Persela, trước Bali United F.C. ở phút 90 

## Sự nghiệp quốc tế
Anh có màn ra mắt quốc tế cho đội tuyển quốc gia ngày 21 tháng 3 năm 2017, trước Myanmar.
Ngày 17 tháng 8, ở Bóng đá tại Đại hội Thể thao Đông Nam Á 2017 trước U-23 Philippines, Saddil ghi một bàn thắng ở phút 58 từ một pha sút xa. Trên truyền thông, nhiều cư dân mạng nghĩ rằng bàn thắng này tương tự với bàn thắng lập bởi cầu thủ của Real Madrid,  Marco Asensio. Cũng có đề cập bàn thắng này giống như của Thierry Henry và Frank Lampard.

### Bàn thắng quốc tế
| #  | Ngày                 | Địa điểm                                                      | Đối thủ     | Tỉ số | Kết quả | Giải đấu                      |
| -- | -------------------- | ------------------------------------------------------------- | ----------- | ----- | ------- | ----------------------------- |
| 1. | 14 tháng 6 năm 2022  | Sân vận động Quốc tế Jaber Al-Ahmad, Thành phố Kuwait, Kuwait | Nepal       | 4–0   | 7–0     | Vòng loại AFC Asian Cup 2023  |
| 2. | 21 tháng 11 năm 2023 | Sân vận động Tưởng niệm Rizal, Manila, Philippines            | Philippines | 1–1   | 1–1     | Vòng loại FIFA World Cup 2026 |